# Pedra Mole
Pedra Mole este un oraș în Sergipe (SE), Brazilia.